# Parada Bella Vista
Parada Bella Vista,  es una parada inicialmente del Tramway Rural posteriormente utilizada por el ferrocarril a vapor, inaugurada el 7 de abril de 1888 y cerrada desde 2010, ubicada en la ciudad de Bella Vista, partido de San Miguel, Provincia de Buenos Aires, Argentina. Pertenece al Ferrocarril General Urquiza.(Ferrocarril Central Buenos Aires y Tramway Rural)

## Ubicación
La estación se encuentra ubicada dentro del partido de San Miguel. Sus coordenadas geográficas son 34°33′49.03″S 58°41′17.55″O / -34.5636194, -58.6882083

## Servicios
El último tren que se detuvo en la parada Bella Vista fue una formación  del  Tren Turístico a Capilla del Señor.  Hasta el 2011 pasaban por esta estación (sin detenerse)  servicios de pasajeros desde Estación Federico Lacroze hacia la Estación Posadas en la provincia de Misiones y servicios de cargas generales. Desde noviembre del 2011  el servicio de pasajeros mencionado encuentra suspendido permanentemente y el ramal se encuentra cerrado, los motivos: deterioro general, Falta de mantenimiento, infraestructura y señales
En junio de 2013, el Ministerio del Interior y Transporte decide rescindir la concesión de ALL (América Latina Logística) por “graves incumplimientos” en los contratos por la falta de inversión, el abandono del material rodante y las vías así dejando la concesión de las cargas de la línea Urquiza al Belgrano Cargas y Logística.
Para 2015 El municipio de San Miguel a través del equipo destinado al "Corredor Aerobico" se hizo cargo de la estación que por estos días solo recibe limpieza y el mínimo mantenimiento. A metros se instaló un antiguo vagon de madera que funciona como oficina administrativa. 
A partir del año 2022 el grupo de Facebook "Mi Antiguo San Miguel" , esta trabajando en la puesta en valor de la Parada Bella Vista, trabajando ad hodorem, labor que llevan adelante un grupo de vecinos para proteger el Patrimonio Histórico Ferroviario
El ramal está bajo jurisdicción de la empresa estatal Trenes Argentinos Cargas.